# Linkkarova
Linkkarova är ett naturreservat i Gällivare kommun i Norrbottens län.
Området är naturskyddat sedan 1997 och är 0,3 kvadratkilometer stort. Reservatet omfattar en tallhed på sandmark norr om Linaälven.